# メイン陰謀事件
メイン陰謀事件（メインいんぼうじけん、Main Plot）とは、1603年のイングランドにおいて、第11代コバム男爵ヘンリー・ブルックが主導する王宮の廷臣らが、即位直後のイングランド国王ジェームズ1世の追放を企てて失敗に終わった政府転覆未遂事件。彼らは代わりにジェームズの従姉妹にあたるアラベラ・ステュアートを即位させようとしており、同時にスペインからの支援も働きかけていた。メイン（「主」）という名前は、同時期に発覚したカトリック神父らによる同様の陰謀事件（バイ陰謀事件、＝「副」）と対比させたもので、当時、メイン陰謀事件の方が重要視されたことに基づく。
メイン陰謀事件の計画は、コバム男爵の弟ジョージ・ブルックが関与していたバイ陰謀事件の捜査中に発覚し、コバム男爵とウォルター・ローリーが逮捕された。また、バイ陰謀事件に関わっていたグレイ・ド・ウィルトン男爵とグリフィン・マーカムもメイン陰謀事件の裁判と同時に行われ、4人は大逆罪による死刑が宣告された。しかし、治世の始まりを血生臭いものにしたくないジェームズの慈悲により、罪人たちは処刑台に立たされた状態で恩赦を言い渡される形で助命され、ロンドン塔に長く幽閉されることとなった（バイ陰謀事件の被告はジョージ・ブルック含めて死刑）。ただし、ローリーは釈放後の1618年に別件で裁判にかけられた際に本事件を持ち出されて処刑されている。

## 背景・前史
約半世紀にわたって君臨したエリザベス女王は未婚で子供がおらず、さらに最期まで王位継承者の指名も行わなかった。このため、治世末期にはエリザベスの健康悪化に伴い、誰を次のイングランド王位につけるかが死活問題となった。ここで有力候補として名前が挙がっていたのがスコットランド王ジェームズ6世とアラベラ・ステュアートであった。最終的には国王秘書長官ロバート・セシルが水面下で動き、エリザベスの死の数か月前には密かにジェームズが戴冠することが決まっていた。
セシルら枢密院はジェームズの戴冠にあたって、宮廷内の教皇派などのカトリック勢力が動くことを危惧しており、彼らに担ぎ出される可能性があるアラベラの誘拐を防ぐため、彼女をロンドン近郊に移動させるなど気を使った。こうして、1603年3月24日、エリザベスの死と同日に、次期イングランド王にジェームズ6世が即位すると布告され、彼はジェームズ1世としてイングランド王になる。

## メイン陰謀事件
ジェームズの即位にあたって、これを認める評議会が開かれ、多くの者は賛成したが、第11代コバム男爵ヘンリー・ブルックや第15代グレイ・ド・ウィルトン男爵トマス・グレイのように反対の意を示す者もいた。そこでコバムはジェームズの即位に不満を持つ宮廷貴族を集めて反乱を起こし、彼を廃位させてアラベラを王位に就かせようと企てた。これにウォルター・ローリーも乗った。コバムは父ウィリアムが五港長官を務めた政府高官であり、またジェームズの側近となったセシルの義兄であった。ローリーは当時は零落していたとはいえ、もともとエリザベス女王の寵臣として著名な人物であったが、政敵がジェームズに讒言を行い、遠ざけられたというものもあり、バイ陰謀事件や後の火薬陰謀事件のように純粋な宗教的動機の陰謀というわけではなかった。
後の裁判で明らかになった事実として、コバムはスペイン政府から途方もない金額の計画資金（約16万ポンド、日本円にして2017年現在の価値で約34億円）の援助を受けようとし、その取次役としてオランダ独立戦争においてスペイン国王派のアーレンベルク伯と交渉していた。コバムはブリュッセルを経由してスペインに赴いて資金を得た後、ローリーが総督を務めるジャージー島を経由してイングランドに戻ることになっていた。そしてコバムとローリーが資金を分割して反乱計画を練る手はずであった。
ジェームズの戴冠式が予定されていた1603年7月前後、バイ陰謀事件が発覚し、関係者が逮捕された。この一人がコバムの実弟ジョージ・ブルックであり、彼は兄が別の陰謀計画を練っていたことを知っていた。このため、犯人たちへの尋問でメイン陰謀事件が発覚した。事件の選任調査官としてウィリアム・ワッドが任命され、彼はメイン陰謀事件とバイ陰謀事件の調査結果を取りまとめ、最終的な報告書をセシルと枢密院に提出した。裁判はバイ陰謀事件と同時に審理され、計画に加担していたコバム、グレイ、マーカム、ローリーの4人に大逆罪での有罪判決と死刑が言い渡された。処刑日の同年12月10日、コバム、グレイ、マーカムは処刑台に立たされるものの、治世の始まりを血生臭いものにしたくないジェームズの慈悲により減刑され、死刑は取りやめられた。後日、処刑予定であったローリーも同じく減刑された。その代わり4人は、財産を没収の上でロンドン塔に幽閉されることになった。

## その後
ロンドン塔への幽閉は長期にわたり、グレイは1614年に獄死、コバムは1618年に高齢と病気を理由に釈放され、間もなくして病死した。ローリーは1616年に釈放され、名誉回復のため南米探検を行うがスペインと外交問題を起こした。1618年に裁判にかけられるとメイン陰謀事件での死刑判決を持ち出され、斬首刑に処された。